# Атланта Фалкънс
„Атланта Фалкънс“ (на английски: Atlanta Falcons) е отбор по американски футбол от Атланта, САЩ. Състезават се в Южната дивизия на Националната футболна конференция на Националната футболна лига. Създадени са и се присъединяват към Лигата през 1966 г. Цветовете на тима са червено и бяло, а каските са черни.
Най-големият успех на тима е спечелването на титлата в Националната футболна конференция на 18 януари 1999 г. Срещу абсолютния фаворит Минесота Вайкингс и при залози 15 срещу 1, те поднасят сензация и стават шампиони след продължения (30 – 27). Силите им обаче не стигат за втори подвиг и две седмици по-късно губят Супербоул 33 от Денвър Бронкос с 19 – 34.
Главен мениджър на тима от 2008 до 2020 г. е Томас Димитроф, чийто баща Том Димитроф е бивш професионален куотърбек от Националната футболна лига и е от български произход.

## Факти
Основан: през 1965
Основни „врагове“: Ню Орлиънс Сейнтс
Носители на Супербоул: (0)
Шампиони на конференцията: (1)
- НФК: 1998

Шампиони на дивизията: (5)
- НФК Запад: 1980, 1998
- НФК Юг: 2004, 2010, 2012

Участия в плейофи: (12)
- НФЛ: 1978, 1980, 1982, 1991, 1995, 1998, 2002, 2004, 2008, 2010, 2011, 2012